# Мамедова, Мехпара Кара кызы
Мехпара Кара кызы Мамедова (азерб. Mehparə Qara qızı Məmmədova; 22 апреля 1910, Зангезурский уезд — ?) — советский азербайджанский хлопковод, Герой Социалистического Труда (1948).

## Биография
Родилась 22 апреля 1910 года в селе Терекеме Зангезурского уезда Елизаветпольской губернии (ныне Зангеланский район Азербайджана).
С 1942 года — звеньевая колхоза имени Тельмана, совхоза «Коммуна» Зангеланского района. В 1947 году получила урожай хлопка 96 центнера с гектара на площади 5 гектаров.
Указом Президиума Верховного Совета СССР от 10 марта 1948 года за получение в 1947 году высоких урожаев хлопка Мамедовой Мехпаре Кара кызы присвоено звание Героя Социалистического Труда с вручением ордена Ленина и золотой медали «Серп и Молот».
С 1968 года — пенсионер союзного значения.
Активно участвовала в общественной жизни республики. Член КПСС с 1949 года.